# Raça alpina

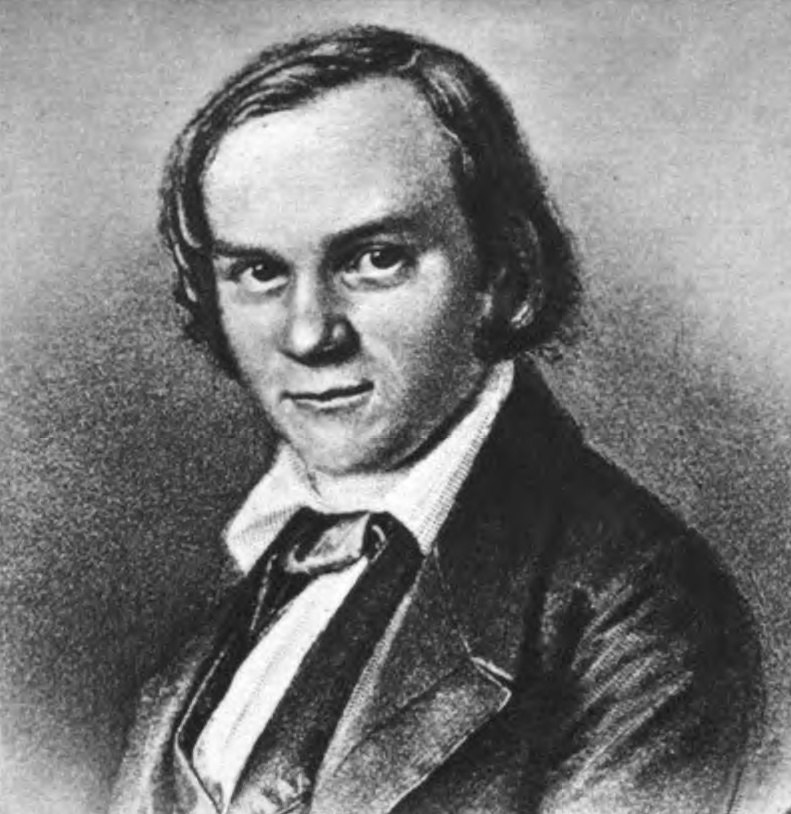
Heinrich Kiepert, geógrafo descrito por Hans F. K. Günther como alpino exemplar

A raça alpina (ou tipo alpino), também conhecida como alpinídea, celta, celto-lígure, lígure, ocidental, cevenol, oriental escura, pamiro-alpina, auvernesa, récia, alpo-cárpata, celto-eslava, eslava ou europeia central, foi um conceito racial da antropologia física, utilizado historicamente para descrever um dos principais subgrupos da chamada raça caucasiana.
O termo teve suas origens em Carlos Lineu, que o incluiu como um tipo desviado ao expor a taxonomia do Homo sapiens. Nos últimos anos do século XIX, os antropólogos Vacher de Lapouge, Joseph Deniker e William Z. Ripley, ao categorizarem as diferentes populações europeias, incluíram o tipo alpino em seu catálogo, mas não sem discordâncias quanto à sua natureza tipológica. A ideia lineana da inferioridade do tipo alpino foi mantida pelo nordicista Madison Grant, mas ignorada por seu sucessor Hans F. K. Günther. Posteriormente, estudiosos como Carleton S. Coon, Ilse Schwidetzky, Bertil Lundman, Georgi Debets e John Baker se valeram de novas descobertas na arqueologia, serologia e genética para um estudo mais preciso dos alpinos.
Consistentemente entre os autores tradicionais, o tipo alpino foi caracterizado por crânio braquicéfalo (largo e curto), traços arredondados, baixa estatura, ombros largos e pernas curtas. A maioria dos autores estabeleceu que teria uma pigmentação intermediária entre o branco nórdico e o moreno mediterrâneo, com cabelos consistentemente castanhos, mas com discordâncias quanto às possíveis variações.
O habitat alpino nativo foi especialmente associado à Europa Central, sul dos Bálcãs, Levante e Montanhas Pamir, mas populações foram identificadas em boa parte do restante da Europa, além do Norte da África, havendo mesmo a percepção de herança alpina entre algumas etnias do Sul da Ásia e Oceania. Os tipos lapão e de Borreby foram considerados por alguns autores como uma forma ancestral, enquanto Carleton Coon comparava os crânios mesolíticos das cavernas de Ofnet com alpinos arcaicos e Renato Biasutti identificava os ancestrais dos alpinos com os crânios encontrados em Hastière. Alguns autores fizeram associações entre os dináricos e os alpinos em sua formação. Devido às mais recentes emigrações para o Novo Mundo e o globalismo, contudo, populações ditas alpinas se haveriam estendido para muito além de seus territórios autóctones.

## História

### Primeiras observações

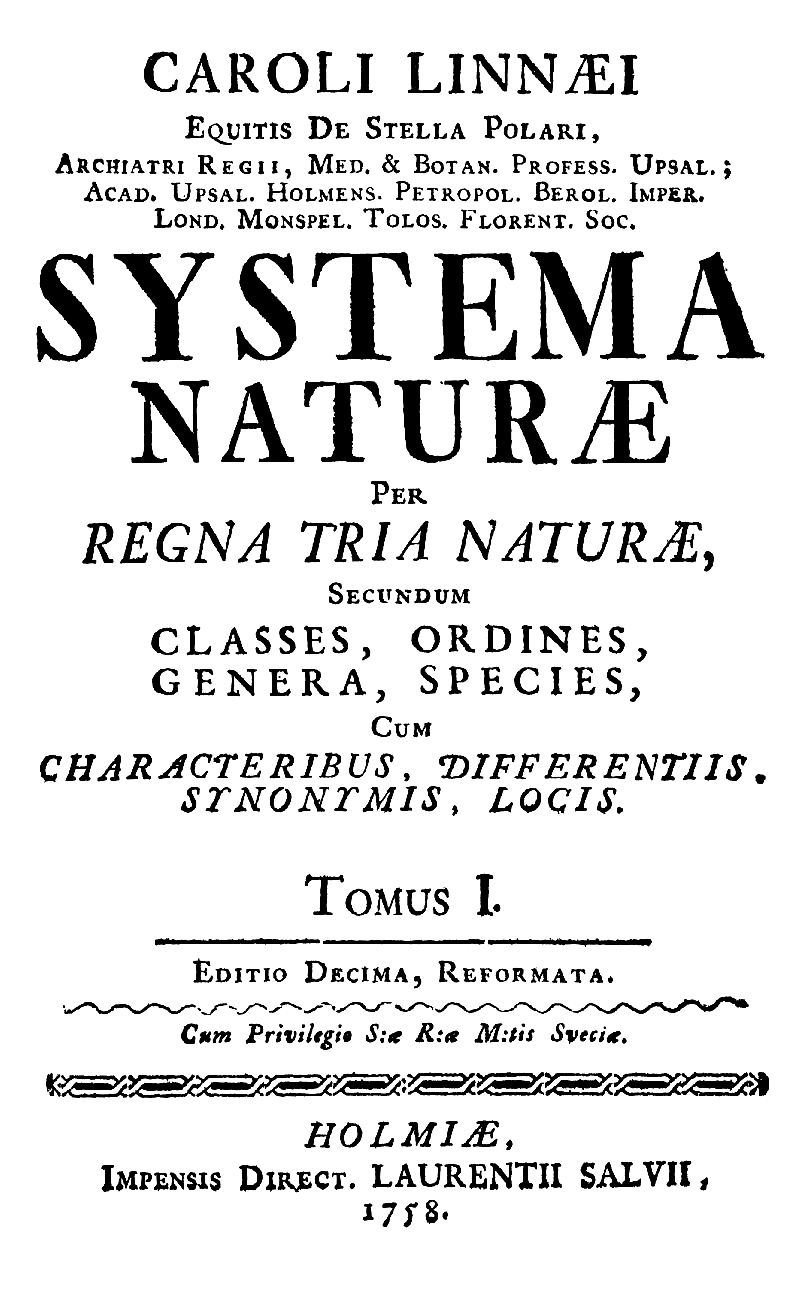
Frontispício do Systema Naturae (1758), de Lineu

O termo "alpino" enquanto categoria racial foi primeiramente utilizado por Carlos Lineu em 1758 sua classificação do Homo sapiens na décima edição de seu Systema Naturae, identificando-o como um tipo degenerado, parte do Homo sapiens monstrosus, caracterizando-o como ágil, tímido e pequeno, sendo assim distinto do Homo europaeus, termo representante na terminologia lineana da assim chamada raça branca em geral.
Ainda que a identidade do alpino de Lineu não fosse ulteriormente discorrida pelo próprio, em 1897 Durand de Gros e Vacher de Lapouge, estudando os habitantes de Aveyron, na França, utilizaram o termo Homo alpinus para caracterizar os habitantes baixos, braquicéfalos e relativamente escuros nativos da região, descendentes de uma tradição craniana que nomeou Acrogonus, distinguindo-os do Homo europaeus (nórdicos) e do Homo contractus (mediterrâneos). Antes deste uso da terminologia alpina por Vacher de Lapouge, contudo, ainda em 1868, o cientista francês Paul Broca já percebera a distinção da população baixa, braquicéfala, de rosto arredondado e compleição relativamente escura de seu país, chamando-a "celta", associando-a aos antigos gauleses.

### Classificações antropológicas
Em seu curso de maior abrangência que seus anteriores estudos na França L'Aryen: son rôle social (1899), Vacher de Lapouge identificou os alpinos com os europeus braquicéfalos de baixa estatura, occipital arredondada, pele morena e rosto curto, habitando, por exemplo, os Alpes e os Países Bálticos. Tanto neste curso quanto no anterior Les sélections sociales, o autor, já consagrado como um eugenista, descreveu os alpinos como uma "raça" de natureza passiva, historicamente dominada pelo Homo europaeus (arianos superiores), que, tendo maior capacidade cerebral, mas sendo menos dados a trabalhos braçais, teriam estabelecido castas superiores e subjugado alpinos por toda a Europa. Vacher de Lapouge ainda expôs em ambos os textos suas notórias "onze leis do papel social dos arianos", basicamente tratando das relações destes com os alpinos. Embora algumas descrevessem observações não derrogatórias (como a tendência de alpinos a viver em maiores altitudes), a lei da distribuição de riqueza, por exemplo, indicava que em regiões com ambos nórdicos e alpinos o índice cefálico seria inversamente proporcional à riqueza, e outras leis apontariam para uma menor proporção de alpinos entre ricos e intelectuais.
Ainda, em 1889, em breve dissertação buscando classificação física de todos os povos do mundo na revista da Sociedade de Antropologia de Paris, Joseph Deniker descreveu a "raça rética" ou "celto-lígure" como uma das duas espécies de melanocroides (isto é, caucasoides pigmentados) braquicéfalos, contrastando-a com os assiroides. Enquanto os assiroides teriam narizes aquilinos e de ponta grossa, o alpino teria nariz reto, fino e às vezes retraído, além de ser mais baixo e menos peludo que o assiroide. Segundo o autor, seriam parcialmente mediterrâneos.
Em 1899, a mesma espécie de fenótipo foi extensivamente descrita por Deniker, que, também em obra mais abrangente, chamou-a de raça "ocidental" ou "cevenol", uma das seis de sua classificação de fenótipos europeus, citando Lapouge como fonte e posteriormente afirmando a sinonímia entre sua denominação e o Homo alpinus, e identificando-a com celtas, lígures, sármatas, réticos e eslavos, além de com a "raça rética" ou "celto-lígure" que identificara em sua dissertação de 1889.
Ainda em 1899, William Z. Ripley, principal rival de Deniker, identificou a partir de pesquisa independente a "raça alpina" (ou "celta") como uma de suas três "raças" nativamente europeias, própria das latitudes centrais do continente e egressa da Ásia Central durante a revolução neolítica. Em apêndice de seu livro, Ripley afirmou a sinonímia de seu termo com o "ocidental" de seu rival, embora criticando o grande número de "sub-raças" mistas e derivadas que o mesmo concluíra, defendendo, pois, uma definição mais ampla do tipo alpino, incluindo, por exemplo, os habitantes dos Países Bálticos que Deniker identificara como uma "raça oriental".
Em 1906, a Real Sociedade Geográfica publicou um debate incluindo os antropólogos Arthur Keith e Alfred Cort Haddon sobre as origens dos alpinos, em torno de estudos do arqueólogo John Myres. Conforme a evidência arqueológica, há certo consenso entre os autores de uma origem estrangeira da braquicefalia europeia, devido à crença de que não haveria, pelo intervalo entre os encontros de crânios desta categoria na Era do Gelo, tempo suficiente para o desenvolvimento nativo com esta característica. Em sua formação, os cevenóis são caracterizados como um tipo local e reduzido da Europa Ocidental.
Em sua obra eugenista e nordicista The Passing of the Great Race (1916), Madison Grant, adotando a divisão racial tripartida de Ripley e Vacher de Lapouge, caracterizou os alpinos como a raça europeia de menor qualidade, supostamente carecendo das virtudes que identificava nos nórdicos e mediterrâneos. Postulou que os alpinos teriam origem na Ásia Ocidental, preservando apenas algumas poucas características asiáticas (como a braquicefalia) em decorrência da mistura com outros tipos europeus, e associou seu surgimento na Europa à cultura aziliana.
Apesar de ter obtido pouco sucesso em seu tempo, a obra de Grant exerceu grande influência sobre figuras nazistas como Heinrich Himmler, Hans F. K. Günther e mesmo Adolf Hitler. Günther em particular, enquanto antropólogo, categorizou os alpinos em 1930 como uma das cinco "raças" nativas da Alemanha, chamando-a de "oriental" (ou "oriental escura", distinguindo-a dos bálticos orientais) por sua prevalência no leste do país e, apesar do nordicismo inerente em sua obra, omitindo desqualificações dos indivíduos com este fenótipo, classificando com ele figuras históricas nacionais como Carlos Felipe de Schwarzenberg, Andreas Gryphius e Heinrich Kiepert. Em entrevista de 1931, no qual expressava sua admiração por Benito Mussolini, Hitler o descreveu como "representante típico de nossa raça alpina".
Satirizando a classificação racial tríplice de Ripley e seus seguidores, e em especial as hierarquizações e psicologismos tomados por nordicistas como Grant, o satirista inglês Hilaire Belloc publicou no New Statesman um poema em que ironicamente recomendava que o interlocutor imitasse os nórdicos tanto quanto pudesse, em contraste com os "desagradáveis" alpinos de "rosto largo e tolo" e "pele amarelada suja", que apenas não seriam piores que os "mais degradados" mediterrâneos, "desrespeitosos com as moças".

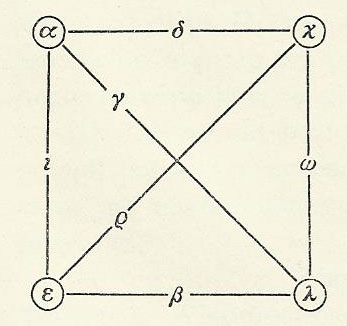
Esquema de Czekanowski (1967) de classificação das raças europeias; ω representa os alpinos, entre os laponoides (λ) e os armenoides (χ)

Jan Czekanowski, usando seu até hoje influente método de clustering multidimensional, classificou em 1928 os europeus em quatro "raças" primárias: três caucasoides (nórdica, mediterrânea e armenoide) e uma mongoloide (laponoide). Os alpinos típicos, pois, seriam uma "raça" mista, supostamente resultada de uma mistura equilibrada e estável entre nórdicos e armenoides. Carleton S. Coon criticou esta esquematização, apontando que Czekanowski e Eickstedt errariam em identificar os alpinos mais típicos como laponoides e que a apropriação do termo para supostas misturas de nórdicos com armenoides era absurda, seguindo uma tradição de descaracterização terminológica da qual Günther partilharia. Parcialmente acolhendo a crítica na terceira edição de seu manual Człowiek w czasie i przestrzeni, Czekanowski passou a compreender os alpinos como uma mistura entre laponoides e armenoides.
Na sistemática racial de seu extenso Rassenkunde der Menschheit (1934), Egon von Eickstedt caracterizou os alpinídeos como Homo sapiens alpinus, uma divisão do "cinturão das raças montanhesas" (em alemão:  Bergrassengürtel), transição braquicéfala entre "raças" claras e escuras a quem o nome latino Homines sapientes albi brachimorphi é atribuído. Em sua classificação, os lapões são considerados uma forma arcaica de uma raça alpinídea lato sensu, e logo um subtipo (Homo sapiens lappo), enquanto o alpinídeo típico seria chamado "alpinídeo ocidental" (Homo sapiens cevenolicus, remetendo à terminologia de Deniker).
Em 1939, Carleton S. Coon, ao reescrever o magnum opus de Ripley, distinguiu os alpinos de tipos como os bálticos, e buscou, com a cultura material então registrada, explicar sua origem. Coon tendeu a favorecer a hipótese de que seriam uma forma neotênica dos primeiros habitantes da Europa, nela assentada no Paleolítico Superior e bastante numerosa ao longo da Eurásia durante o Pleistoceno Superior enquanto caçadores coletores. Coon deu, contudo, alguma relevância às hipóteses de que os alpinos seriam o resultado de uma braquicefalização de mediterrâneos, aurignacianos (apontando uma tendência aurignaciana de braquicefalização em crânios encontrados em Solutré-Pouilly) ou magrebinos mesolíticos associados aos Mechta-Afalou. Apontou que tanto os alpinos quanto a semelhante "raça de Borreby" eram semelhantes a distintas tradições de crânios braquicéfalos do Paleolítico Superior, e que particularmente os crânios mesolíticos encontrados nas cavernas de Ofnet eram semelhantes tanto aos Borreby quanto aos alpinos.
Com a decadência da antropologia física após a Segunda Guerra Mundial, igualmente se eclipsou a terminologia que incluía a ideia de uma raça alpina, mas esta ainda foi utilizada por alguns autores posteriores a retomarem a disciplina, como Renato Biasutti (que estabeleceu uma sub-raça georgiana e uma forma pré-histórica associada a crânios encontrados em Hastière), Earnest Hooton (que favoreceu a hipótese de neotenização de tipos do Paleolítico Superior, apesar de chamar a atenção para a hibridização da linhagem alpina), Ilse Schwidetzky (que demonstrou a dissemelhança genética entre os alpinos e os chamados amarelos), Bertil Lundman (que distinguiu alpinos orientais, ocidentais e carpáticos, empreendendo para análise genética serológica a partir dos dados de Arthur Mourant e métrica), Georgi Debets (que chamou o tipo de "pamiro-alpino" e enfatizou a poligênese dos caucasoides braquicéfalos) Henri-Victor Vallois (que adotou a divisão quíntupla de Günther) e Sonia Cole (que identificou os alpinos como uma adaptação sedentária e poligênica de mediterrâneos).
Um estudo tardio, mas aprofundado, dos alpinídeos foi executado por John Baker em Race (1974), onde ignorou a decadência das categorias raciais, que atribuía a uma leitura exagerada de Franz Boas, que Baker dizia em verdade acreditar na realidade das sub-raças humanas, citando uma passagem em que Boas falava de um "indivíduo pertencente ao tipo europeu central i.e. alpino". Fez ainda um estudo aprofundado e comparativo da craniologia alpina entre diversos autores, citando que ainda não haveria estudos serológicos sobre a "raça alpina", a quem atribuiu os sinônimos históricos de cevenol, auvernesa, celta, celto-lígure, lígure, récia, alpo-cárpata, celto-eslava e eslava, mas que, comparando os estudos regionais com o conhecimento da distribuição da "raça alpina", inferia que haveria uma proporção de sangue tipo B menor que a média europeia entre alpinos ocidentais, enquanto entre os orientais haveria, pelo contrário, uma proporção maior, conclusão consoante com os estudos de Lundman sobre a frequência de alelos.

### Relação com dináricos

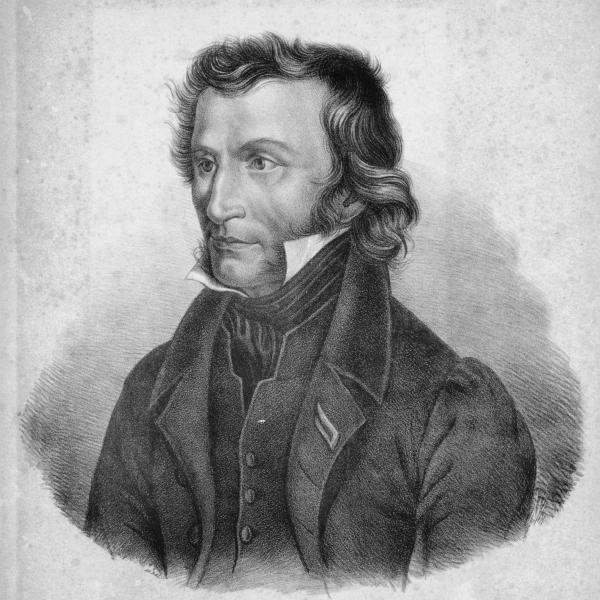
Niccolò Paganini, identificado por Hans F. K. Günther como exemplar dinárico

Alguns autores clássicos estabeleceram diferentes relações entre os alpinos e os dináricos, tendo em comum sua braquicefalia característica e frequentemente vivendo em regiões próximas ou concomitantes.
Vacher de Lapouge já estabelecia em 1899 uma distinção entre o H. alpinus e o H. dinaricus, apesar de entender que ambos teriam a mesma origem, no Acrogonus pré-histórico. Ripley, escrevendo no mesmo ano, não fez distinção entre alpinos e dináricos, atribuindo as distinções dináricas a simples prevalência de gigantismo, mas, em seu apêndice, elogiou a distinção feita por seu rival Deniker, que chamava os dináricos de "adriáticos". O já referido debate de 1906 da Real Sociedade Geográfica também trabalhou com a ideia de que dináricos ou adriáticos seriam alpinos com gigantismo, mas reconhece que a distinção entre ambos os tipos iria além de meras alterações hormonais, concluindo que dataria da Era do Gelo, quando os "cevenóis" (alpinos stricto sensu) se teriam desenvolvido na Europa Ocidental e os dináricos pelo Mar Egeu, posteriormente se miscigenando em massa com nórdicos. Grant também tratou dináricos como um subtipo alpino, influenciado por nórdicos. Harold John Edward Peake, ao estabelecer sua teoria dos prospectores, avaliou que estes seriam uma mistura de alpinos altos da Anatólia com mediterrâneos.
Eickstedt, Coon e Hooton, contudo, rejeitaram a hipótese de origem comum próxima entre alpinos e dináricos ou adriáticos, tomando a braquicefalização como simples processo comum a ambos os tipos.

## Descrição física

Exemplar alpino piemontês de William Z. Ripley

O consenso entre os antropólogos físicos clássicos definia os alpinos primariamente como um povo braquicéfalo, com crânio largo e curto, com occipital arredondada, Sonia Cole e John Baker ambos estimando seu índice cefálico em 85, e Biasutti em 87. Bertil Lundman observou que o maior índice cefálico médio já medido em uma população europeia seria entre os alpinos do Maciço Central, em 90. O rosto do alpino típico, além de largo (com grande distância entre os zigomas), seria caracteristicamente arredondado, inclusive seu nariz (mais baixo e largo que a média europeia, às vezes podendo mesmo ser retraído, e costumeiramente côncavo) e queixo assumindo estes contornos. As órbitas oculares são também consistentemente descritas como relativamente próximas em estudos craniológicos.
Quanto ao corpo, os ombros seriam particularmente largos e as pernas curtas em relação ao tronco,, com um pescoço curto, e a estatura seria menor que a de outros tipos caucasianos, sendo a média estimada em 1.63m por Günther, 1.63m a 1.64m por Vallois e 1.64m por Biasutti e 1.65m por Cole. Baker citou que estudos apontariam que o pênis e o prepúcio de homens alpinos seriam consideravelmente mais curtos que os de outros europeus, assim como a vagina e o cérvix de mulheres alpinas seriam consideravelmente menores que o de nórdicas, e que os lábios vaginais seriam mais presos, mas o autor acreditava que os dados ainda eram insuficientes. O médico Alcide Moschino, ao isolar mulheres de diferentes afiliações fenotípicas de Pádua para estudo publicado em 1943, percebeu que a menarca média das alpinas se dava aos 14.1 anos de idade, consideravelmente mais tarde que as mediterrâneas, mas mais cedo que as dináricas e as nórdicas.
A compleição dos alpinos foi descrita como mais escura que a dos nórdicos, mas mais clara que a da maioria dos mediterrâneos, tendo tonalidades douradas e tornando-se avermelhada com exposição à radiação solar. Deniker, Ripley, Günther e Schwidetzky descrevem os alpinos como tendo cabelos necessariamente em tons castanhos, mas Cole e Baker admitem que indivíduos loiros sejam classificados como alpinos típicos. O tipo celta de Broca, análogo aos alpinos, foi descrito como por vezes tendo mesmo cabelos negros.

## Distribuição e variedades
O território mais tipicamente citado como lar dos alpinos foi a Europa Central, com populações mais difusas em regiões circunvizinhas, mas com grande concentração também nos Bálcãs, Cárpatos, Ucrânia, Rússia e Ásia Menor, e ainda em uma faixa de montanhas da Síria à Ásia Central, além do Cáucaso e Levante. Mais distantemente, ainda houve populações descritas como alpinoides próprias do Magrebe, Sul da Ásia e, controvertidamente, Polinésia. Com as emigrações para o Novo Mundo e o globalismo, as populações ditas alpinas se estenderam para muito além de seus territórios autóctones, como nas Américas.

### Europa

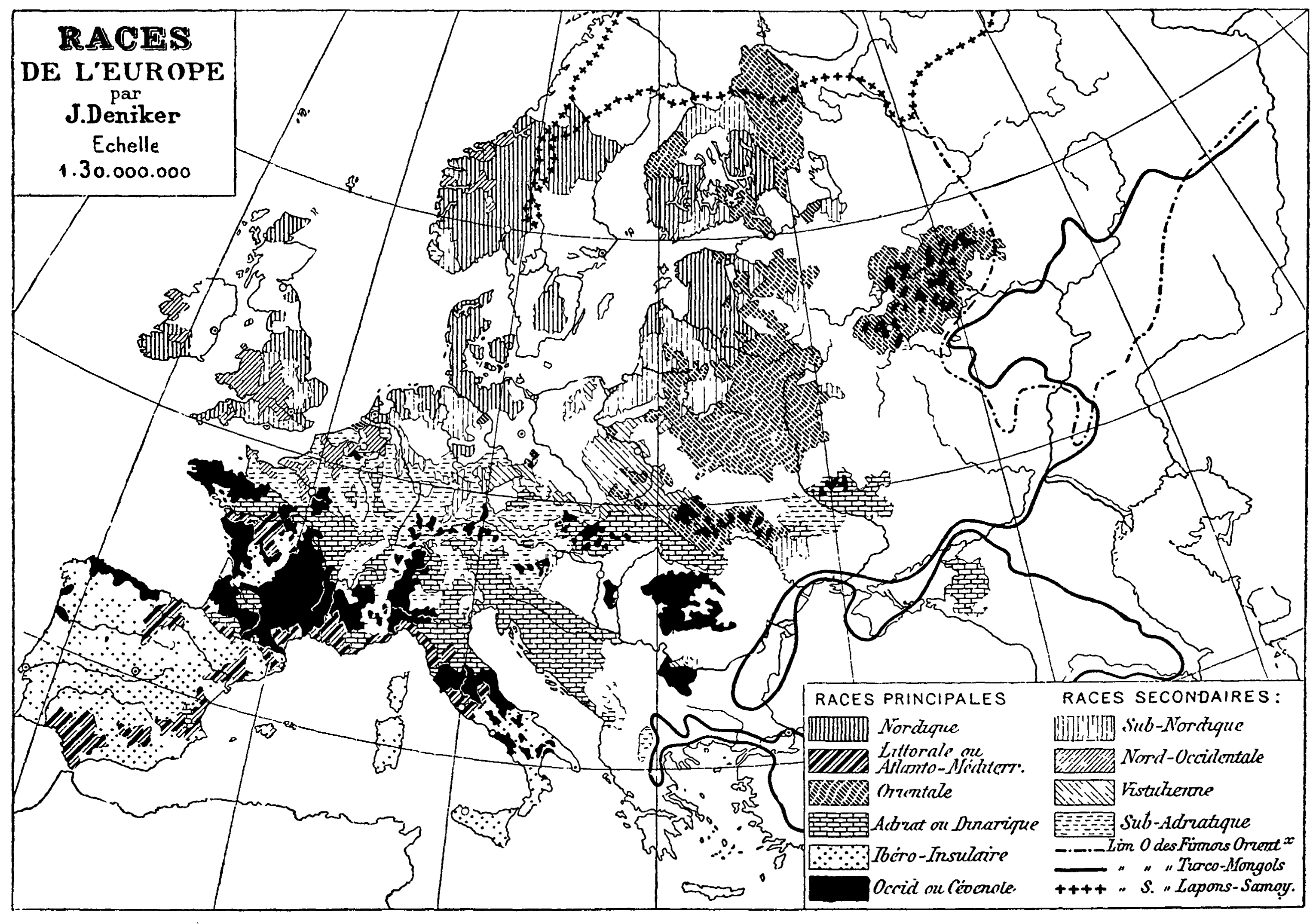
Mapa racial da Europa por Joseph Deniker, com regiões com predominância do fenótipo alpino em preto fosco

Embora alpinos pudessem ser esporadicamente encontrados ao longo da maior parte da Europa, regiões mais fortemente associadas ao tipo incluiriam o leste e sul da França, o norte da Itália, o sul e nordeste da Suíça, a Áustria, o antigo leste da Alemanha (como a Silésia) e o sul da mesma (especialmente a Baviera), partes da França (como a Bretanha, os Pirenéus e as Cevenas), a Bélgica, o sudoeste, norte e noroeste da Espanha, o norte de Portugal, o sul da Holanda, a Polônia, a Boêmia, a Ucrânia, os Bálcãs (especialmente a norte), a Bacia dos Cárpatos, a Rússia e Vestlandet. Pela prevalência em tantos focos de emigração para o continente americano, os alpinos se tornaram bastante comuns neste, o que assustou personalidades nordicistas como Lothrop Stoddard.
Na Europa Ocidental, Biasutti mencionou a existência de três variedades regionais (e não sub-raças) alpinas: cevenol, bretã e alpina oriental. A cevenol seria típica das Cevenas, e associada às descobertas de Deniker, sendo corpulenta e tendo rosto e nariz mais largos que a média. A bretã, associada aos bretões, seria relativamente arcaica e teria rosto ainda mais largo, mas crânio mais estreito. A alpina oriental, por sua vez, seria própria dos Alpes Orientais, e teria traços mais finos. Entre eslovenos e croatas, o alpino oriental apareceria comumente misturado com dináricos, originando um tipo misto que (na opinião de Raffaello Battaglia, erroneamente) George Montandon e Božo Škerlj nomearam "alparmenídeo", associando-o a armenoides. Entre albaneses, ainda haveria uma variedade alpina oriental especialmente escura e braquicéfala (de média hiperbraquicéfala), que Škerlj chamou de "tipo de Kthela". Quanto aos alpinos do sul da Albânia, Coon suscitou a observação de que eram menores e menos robustos que a média alpina.
Carleton Coon, por sua vez, apontou um padrão na Bélgica, sul da Holanda e norte da França de transição entre alpinos e Borrebys, transição esta formando um certo tipo valão, por sua forte associação a este povo. Esta região exibe frequentemente cruzamentos deste tipo com nórdicos, o que chegou mesmo a levar alguns autores franceses a isolar um tipo gálata, que combinaria traços alpinos, Borrebys e nórdicos celtas.
Renato Biasutti e Raffaello Battaglia caracterizaram boa parte dos eslavos, especialmente nos Cárpatos, como uma variedade intermediária entre alpinos e bálticos, que chama "sub-raça carpática", mas aproxima-a mais dos bálticos, apesar de distintamente pigmentados. Lundman, por sua vez, também classificou os alpinos europeus entre ocidentais e orientais, com seus alpinos orientais coincidindo com a "sub-raça carpática" de Biasutti e sendo chamados "gorídeos", apontando entre os ocidentais mais típicos traços mais arredondados e baixa frequência do alelo sanguíneo q (responsável pelo sangue de tipo B), enquanto entre os orientais este seria mais comum, e seu crânio seria mais alto. Por "carpáticos", por sua vez, tomou a variedade alpina oriental própria dos Cárpatos, mista com armenoides em sua concepção. Conversivamente, John Baker demonstrou que os crânios descritos como alpinos de origem mais setentrional e oriental eram mais altos, tendo como fronteira de altura craniana o Danúbio, estabelecendo a partir dele o limite entre uma variedade ocidental e uma oriental.
Biasutti ainda se referiu ao tipo georgiano descrito por Vincenzo Giuffrida-Ruggeri como uma "sub-raça" alpina individualizada, restrita ao Cáucaso e predominante na Geórgia, caracterizada por estatura mais alta, traços mais finos e um nariz extremamente afinado. O próprio Giuffrida-Ruggeri, contudo, aproximara este tipo dos armenoides.
Earnest Hooton, referindo-se à antiga "raça de Borreby", crânios braquicéfalos e massivos do Paleolítico Superior identificados por Coon com populações escandinavas e alemãs modernas, postulou que esta estaria total ou praticamente extinta, apenas podendo serem identificados traços da mesma em alpinos e bálticos modernos. Hooton supôs, pois, que um exame genético em alpinos mais massivos poderia mostrar mais DNA paleolítico, por provir de linhagem com menos mutações e misturas.
Halfdan Bryn apontou em 1926 a existência de um tipo alpinoide divergente em Vestlandet, especialmente nos distritos de Jæren, Sunnfjord, e principalmente Sunnmøre, com dimensões físicas maiores que os alpinos típicos (incluindo altura média de 1,68m) e grande frequência de olhos claros (apesar de menor que no restante dos noruegueses). Biasutti acrescentou que estes alpinoides teriam nariz mesorrino (mais baixo), de ponta grossa e formato côncavo. Bertil Lundman nomeou este fenótipo como strandina (do norueguês strand, "praia"), inicialmente o tendo como uma "sub-raça" alpina ou cevenol local, mas posteriormente o descreveu como uma variedade paleoatlântica.

### Ásia

Alpina tajique descrita por Augustus Henry Keane

Como já mencionado, a presença de alpinos foi apontada por Coon como dominante em uma faixa das montanhas da Síria à cordilheira Pamir, sendo também comum no Cáucaso, Ásia Central, e, no restante do Levante, entre libaneses e alauítas.
Harold John Edward Peake já mostrava em 1922 conhecimento de alpinos orientais relativamente altos na região da Anatólia, associando-os à sua "teoria dos prospectores", segundo a qual este povo, sumérios híbridos entre alpinos orientais e mediterrâneos, haveria invadido a Europa no início da Idade do Bronze (c. 2.800 a.C.) em busca de metais, espalhando dólmens e mamoas longas pelo continente e formando diversas elites locais, evidenciadamente por textos de Sargão e até hoje tendo influência fenotípica em certas regiões. Alguns dos exemplos de Coon também incluíam indivíduos que descrevia como antropometricamente alpinos, exceto pelo rosto longo. Henry Field falou de uma presença "protoalpina", representante de invasores europeus que haveriam formado os alpinos propriamente ditos, no atual Irã e na antiga Mesopotâmia. O arqueólogo turco Muzaffer Şenyürek, por sua vez, em estudo sobre crânios encontrados no sítio arqueológico de Alaca Höyük, também descreveu os alpinos asiáticos em geral como uma variedade "alpina oriental", ainda minoritária na Ásia Menor calcolítica, caracteristicamente mais alta e de rosto mais longo que os alpinos ocidentais, de forma a aproximar-se de mediterrâneos.
Biasutti, contudo, negava a existência de alpinos na Turquia, Levante e Ásia Central, argumentando que seriam em verdade membros da "raça anatólico-pamiriana", dividida entre anatólicos e pamirianos. Debets, por sua vez, valendo-se de evidência arqueológica, argumentou que os alpinoides da Ásia Central e entre os ossetas eram simplesmente irano-afegãos reduzidos e braquicefalizados, sem relação genética próxima com os alpinos europeus.
Alfred Cort Haddon, por fim, postulou que certos grupos de crânio largo do Sul da Ásia seriam descendentes de citas alpinos que teriam participado da invasão indo-ariana do subcontinente, sendo especialmente representados entre os falantes de canarês e marata. Field mencionou também mencionou contribuição alpina no noroeste da Índia, além de presença "protoalpina" entre dravidianos, especialmente tâmeis.

### Norte da África

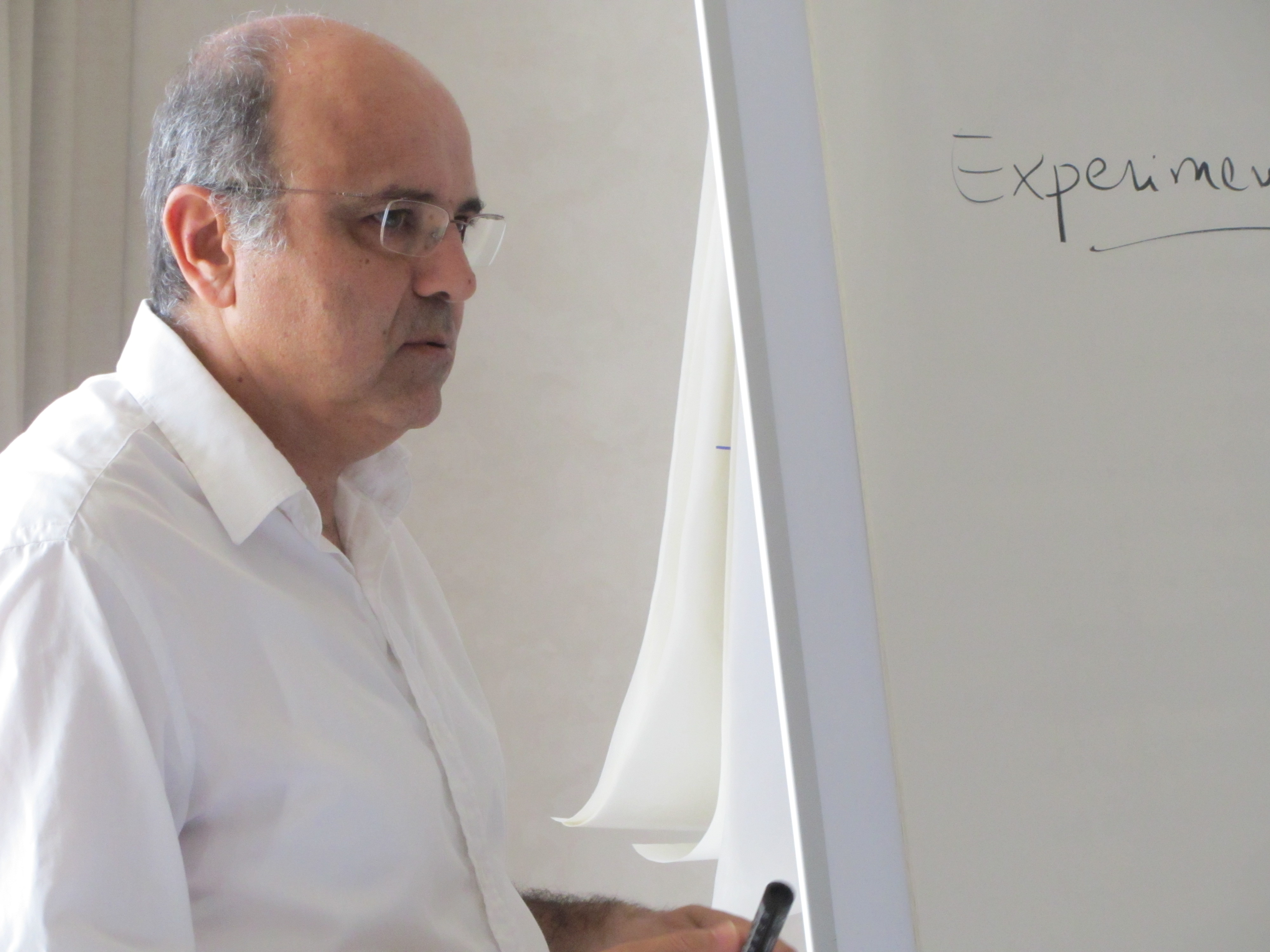
Professor Jamil Eddine Henchiri, de Djerba

L. C. Briggs, estudando as populações da Idade da Pedra no Magrebe, identificou alguns tipos da região como alpinos, especialmente comuns na Cordilheira do Atlas, mas não sabendo especificar sua procedência histórica. Conversivamente, o debate de 1906 publicado pela Real Sociedade Geográfica já trazia, entre as hipóteses de origem dos alpinos, a possível imigração destes desde o Magrebe, com base nos relatos de Augustus Henry Keane de indivíduos de crânios largos em Tunes, Trípoli e entre os guanches. Nello Puccioni apontou que algo entre 20% e 50% dos crânios guanches já encontrados em sítios arqueológicos nas Canárias apresentavam braquimorfia, e que, ainda que alguns destes pudessem ser explicados por afiliação armenoide, outros implicariam ou presença alpina na região, ou um desenvolvimento evolutivo interno no mesmo sentido.
Em sua extensiva pesquisa de 1913 sobre a antropometria do Magrebe, Ernest Chantre e Lucien Joseph Bertholon apontaram que o antropólogo René Collignon, ao estudar a antropometria da Tunísia em 1887, haveria refutado o consenso europeu de uma homogeneidade da dolicocefalia no Magrebe, identificando um "tipo de Djerba", baixo e braquicéfalo, com algumas localidades desta ilha tendo um índice cefálico médio de mais de 82. Este tipo seria também comum nos oásis do interior da Tunísia (especialmente em Zaguã), com sua dominância chegando a locais tão ocidentais quanto a tribo de Ouled-Soltan em Aurés, na Argélia, e a presença como componente secundário sendo detectada entre mozabitas e cabilas. Puccioni mencionou a existência de braquicéfalos no Baixo Egito desde a Quarta Dinastia, e reconheceu os bérberes "braquioides" como significativos em regiões como Djerba e entre mozabitas, mas os atribuíu a uma influência armenoide. Marie-Claude Chamla, por fim, estimou que 10% dos rifenhos pertenceria ao tipo identificado por alguns autores como alpino, mas não cria que houvesse relação próxima entre este grupo e os alpinos europeus, tendo menor índice cefálico, mandíbulas mais largas e traços mais angulares que estes.

### Polinésia
Louis R. Sullivan classificou os polinésios braquicéfalos nativos de Tonga, Samoa e das Ilhas Marquesas como alpinos, o que Raffaello Battaglia descreveu como uma afirmação simplesmente fantasiosa.